# Lillsjön (Laxsjö socken, Jämtland, 708974-144136)
Lillsjön är en sjö i Krokoms kommun i Jämtland och ingår i Indalsälvens huvudavrinningsområde. Sjön har en area på 0,277 kvadratkilometer och ligger 604,5 meter över havet. Lillsjön ligger i Gråberget-Hotagsfjällen Natura 2000-område. Sjön avvattnas av vattendraget Lillån.

## Delavrinningsområde
Lillsjön ingår i det delavrinningsområde (709006-144138) som SMHI kallar för Utloppet av Lillsjön. Medelhöjden är 643 meter över havet och ytan är 1,26 kvadratkilometer. Det finns inga avrinningsområden uppströms utan avrinningsområdet är högsta punkten. Lillån som avvattnar avrinningsområdet har biflödesordning 4, vilket innebär att vattnet flödar genom totalt 4 vattendrag innan det når havet efter 272 kilometer. Avrinningsområdet består mestadels av skog (78 procent). Avrinningsområdet har 0,28 kvadratkilometer vattenytor vilket ger det en sjöprocent på 22,2 procent.